# Социалистическое право
Социалисти́ческое право — самостоятельная правовая система Советской России и СССР после Октябрьской революции 1917 года.
После Второй мировой войны была навязана всем оккупированным СССР странам. Хотя социалистическое право несёт на себе многие черты континентальной системы права, включая сходные процессуальные начала и правовую методологию, оно отличается от других правовых систем господством государственной собственности на средства производства, особой системой политического устройства с доминированием коммунистической партии, отрицанием разницы между публичным правом и частным правом, а также концепцией права как силы, способствующей построению коммунистического общества.

## Социалистическая революция и право
Примечательно, что Карл Маркс и В. И. Ленин, обосновывая необходимость права в первой фазе коммунизма в связи с особенностями распределительных экономических отношений, говорили о праве производителя, пропорциональном доставляемому им труду, и, следовательно, придавали этому явлению глубокий экономический, непосредственно-социальный смысл; они имели здесь в виду и юридическую сторону данного социального явления. Право производителя, писал К. Маркс, «по своему содержанию есть право неравенства, как всякое право. По своей природе право может состоять лишь в применении равной меры». В свою очередь  В. И. Ленин отмечал: «Не впадая в утопизм нельзя думать, что, свергнув капитализм, люди сразу научаются работать на общество без всяких норм права».
Революционные непосредственно-социальные права трудящихся (в глубоком социальном смысле) прямо выражают объективные закономерности общественного развития. Основанная на них власть трудящихся, выступающая в условиях острой классовой борьбы в качестве диктатуры пролетариата, является властью, не ограниченной законом. По мысли В. И. Ленина, в обстановке острой, непримиримой классовой борьбы на первый план выступают решительные революционные действия, которые не всегда могут получить юридическое оформление. Вот почему В. И. Ленин призывал к решительной борьбе за строжайшую законность, «ничуть не забывая границ законности в революции».
Революционные непосредственно-социальные права получают также адекватное выражение в юридической форме. Важно, однако, при этом учитывать, что свойства и регулятивные качества права как особого юридического феномена таковы, что они в основном приспособлены для обеспечения стабильного, формализованного, нормального порядка в общественной жизни, дающего и гарантирующего его участникам простор для высокой социальной активности. Поэтому значение права как юридического явления возрастает в революции по мере упрочения власти трудящихся, необходимости решения на стабильной, постоянной основе экономических, политических, организационных и иных задач. В. И. Ленин связывал требование большей революционной законности с условиями мирного социалистического строительства. В своём докладе на IX съезде Советов он писал: «Перед нами стоит задача развития оборота, этого требует новая экономическая политика. А это требует большей революционной законности. Понятно, что в обстановке военного наступления, когда хватали за горло Советскую власть, если бы тогда эту задачу поставили, мы были бы педантами, мы сыграли бы в революцию, но революции не делали бы. Чем дальше идет развитие оборота, мы твердым лозунгом поставим осуществление большей революционной законности и ограничим сферу учреждения, которое являлось ответным ударом на всякий удар заговорщиков».

## История
Социалистическое право возникает в результате социалистической революции. Оно — обязательный и неизбежный элемент системы социалистических общественных отношений. Его существование следует рассматривать в качестве объективной закономерности социалистического общества.
Необходимость права как классового регулятора на первой фазе коммунизма обусловлена прежде всего классово-политическими причинами, то есть теми же самыми причинами, которые вызывают к жизни всю систему средств политического регулирования, социалистическое государство, иные инструменты политической организации общества. Необходимость ликвидации свергнутых эксплуататорских классов, обеспечение функционирования социалистической политической системы как власти трудящихся, укрепление её антиэксплуататорского содержания, направленности на строительство коммунизма — все это предопределяет существование социалистического права как классового регулятора общественных отношений.
Если же рассматривать социальные черты правовой формы общественного регулирования в единстве с её свойствами, то могут быть установлены и «свои» социальные — прежде всего экономические — причины, обусловливающие объективную необходимость права в социалистическом обществе.

## Критика
Крупный раннесоветский теоретик права Евгений Пашуканис выступал с концепцией «отмирания права» при социализме в противовес концепции «пролетарского права», поддерживаемой рядом советских ученых и юристов-практиков, в частности А. Я. Вышинским. По его мнению, пролетариат не создаёт принципиально новой правовой системы; поскольку право, как и государство, сохраняются, согласно марксистской теории, при социализме как пережитки буржуазного общества, издержки переходного периода, оно имеет во многом буржуазный характер; социализм в своем развитии должен изжить как государство, так и право (в соответствии с марксистским тезисом об отмирании государства).